# Morten Bruun
 Morten Bruun (* 28. června 1965, Åbenrå) je bývalý dánský fotbalista. Nastupoval na postu obránce nebo záložníka.
S dánskou reprezentací vyhrál Mistrovství Evropy 1992, byť na závěrečném turnaji nenastoupil. V národním týmu odehrál 11 zápasů.
S klubem Silkeborg IF se stal mistrem Dánska (1993/94). Získal s ním též dánský pohár (2000/01).